# Isabelia
Isabelia é um género botânico pertencente à família das orquídeas (Orchidaceae). Foi proposto pelo Botânico João Barbosa Rodrigues em Genera et Species Orchidearum Novarum 1: 75, em 1877, quando descreveu a Isabelia virginalis, sua espécie tipo.  São pequenas plantas epífitas originárias do sudeste e sul brasileiros, de porte e com hábitos parecidos aos de Sophronitis e Constantia.

## Etimologia
O nome deste gênero é uma homenagem à princesa Isabel, regente do Império do Brasil. .  A rigor, o nome deveria ter sido "Elisabethia", derivando do nome latinizado da princesa: "Elisabeth Princeps".

## Descrição

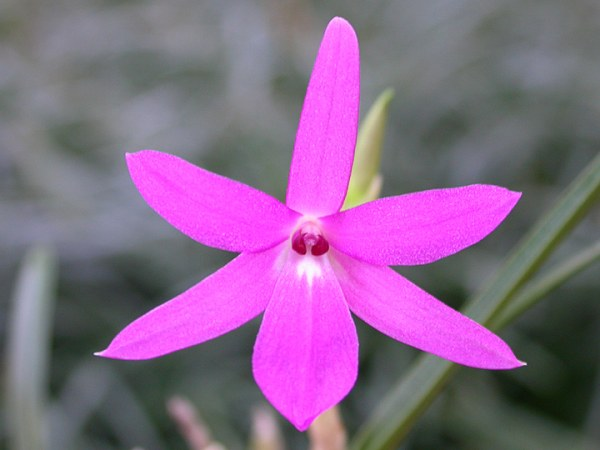
Isabelia violacea

Como cada uma das três espécies constituía um gênero a parte, todas possuem suas particularidades, no entanto todas apresentam pseudobulbos monofoliados com folhas lineares, inflorescência solitária ou pauciflora, de flores com papo ovariano externamente visível, formado pelo pé da coluna ligado à base do labelo.
O gênero anteriormente conhecido como Neolauchea, do qual a única representante hoje é chamada Isabelia pulchella, tem rizoma alongado e pseudobulbos monofoliados, muito espaçados, com uma só folha muito longa e estreita, muito acanoada, que à primeira vista parece ser semiterete.
O gênero anteriormente conhecido como Sophronitella, do qual a única representante hoje é chamada Isabelia violacea, é mais robusto que as outras espécies, com rizoma mais curto, pseudobulbos muito mais robustos, com uma folha coriácea, quase plana alongada. Esta espécie é a única apresenta mais de uma flor por inflorescência, até três.
O gênero anteriormente conhecido como Isabelia, do qual a única representante era a Isabelia virginalis, apresenta com rizoma curto e rasteiro com pseudobulbos de folhas aciculares Baínhas, guarnecidos por Baínhas formadas por uma trama de fibras frouxamente entrelaçadas como se estivessem embrulhados em um tecido de juta.
Existe um híbrido natural de Isabelia pulchella com Isabelia violacea, que antes da alteração de gêneros era conhecido como Isanitella x pabstii e com a unificação passou a se chamar Isabelia x pabstii.

## Filogenia

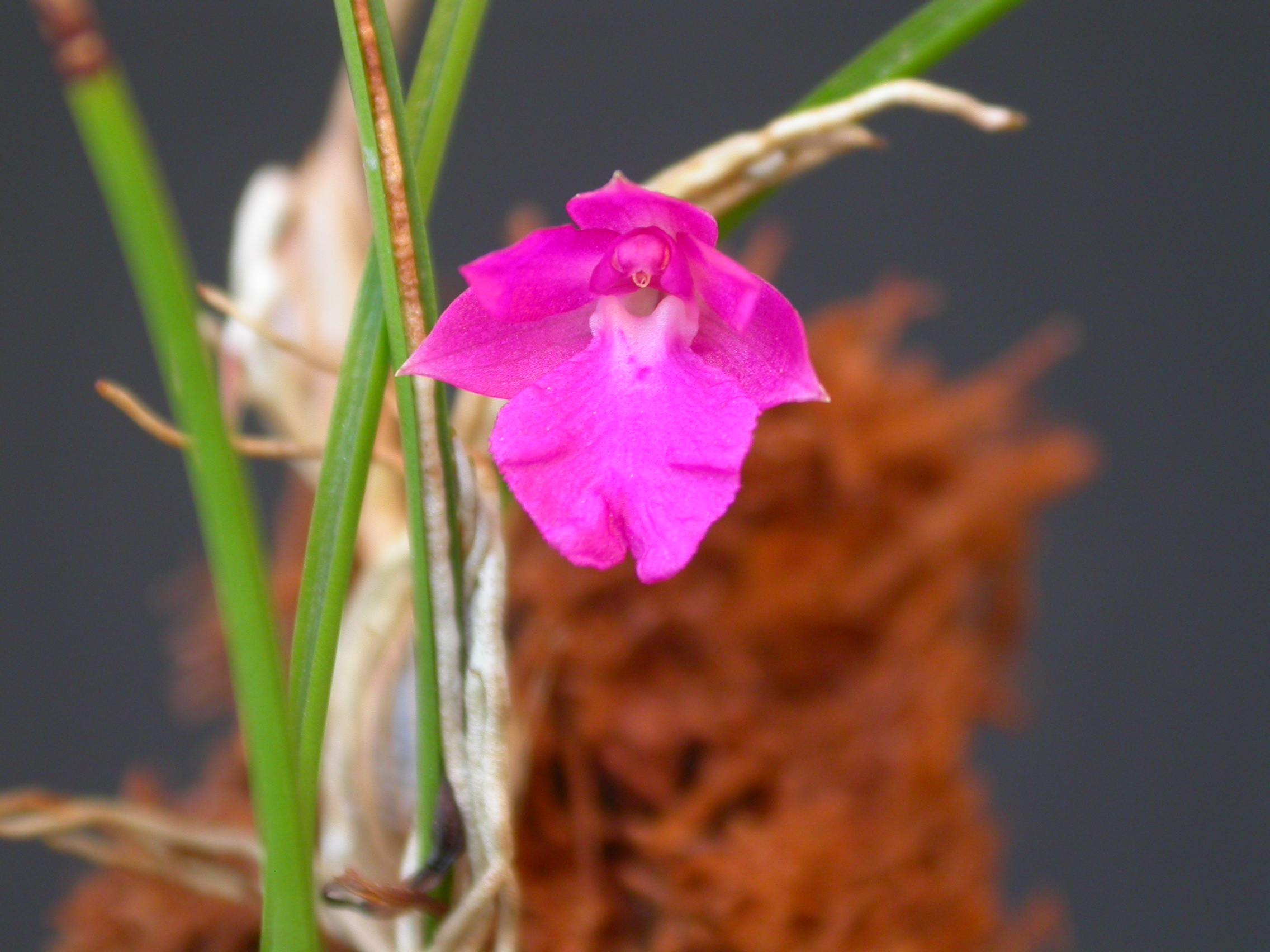
Isabelia pulchella

Segundo a filogenia de Laeliinae publicada no ano 2000 em Lindleyana por Cássio van den Berg et al., Isabelia, Constantia e, algo mais adiante no clado, Pseudolaelia, juntas constituem um dos oito grandes grupos de gêneros que formam essa subtribo. Estes gêneros inserem-se entre Arpophyllum e um outro grupo de pequenas espécies da América Central, dentre os quais Broughtonia é o gênero mais conhecido.
Os autores do citado trabalho afirmam que o gênero Arpophyllum na realidade poderia ser considerado como pertencente à uma subtribo irmã de Laeliinae, mas que para evitar a criação de uma subtribo para um único gênero, optaram por propor sua inclusão nesta. Arpophyllum, por sua vez está próximo de outro grupo de três pequenos gêneros da América Central, a saber, Neucogniauxia, Dilomilis e uma das espécies de Helleriella, anteriormente considerados integrantes de Laeliinae, mas que de fato são gêneros intermediários entre estas e Pleurothallidinae e foram nesta subtribo incluídos.
Durante mais de um século, Isabelia foi um gênero monotípico porém, por volta de 1978 anos foi proposta sua unificação com o gênero Neolauchea, também monotípico. Em 2001, Van den Berg & Mark Chase subordinaram a ele um terceiro gênero monotípico, Sophronitella.

## Espécies
Lista de espécies seguida de seus respectivos sinônimos:
- Isabelia pulchella (Kraenzl.) van den Berg & M.W.Chase
  - Isabelia pulchella (Kraenzl.) Senghas & Teuscher nome inválido
  - Neolauchea pulchella Kraenzl. (*)
  - Isabelia pulchella f. alba Nunes ex van den Berg & M.K.Chase
  - Isabelia pulchella var. alba Nunes nome inválido (*)
- Isabelia violacea (Lindl.) van den Berg & M.W.Chase
  - Sophronia violacea (Lindl.) Kuntze
  - Sophronitella violacea (Lindl.) Schltr.
  - Sophronitis violacea Lindl. (*)
  - Isabelia violacea f. alba (Barb. Rodr.) F.Barros
  - Sophronitis violacea var. alba Barb. Rodr.
- Isabelia virginalis Barb. Rodr. (*)

### Híbrido natural
- Isabelia × pabstii (Leinig ex Leinig) van den Berg & M.W. Chase (I. violacea × I. pulchella)
  - × Isanitella pabstii Leinig ex Leinig (Sophronitella violacea × Isabelia pulchella) (*)

(*)Basônimo